# Ramón Fuenzalida
Ramón Fuenzalida (* 7. Juli 2006) ist ein chilenischer Hürdenläufer, der sich auf die 400-Meter-Distanz spezialisiert hat.

## Sportliche Laufbahn
Erste internationale Erfahrungen sammelte Ramón Fuenzalida im Jahr 2024, als er bei den Südamerikameisterschaften in Lima in 52,46 s die Silbermedaille über 400 m Hürden gewann und im 110-Meter-Hürdenlauf mit 14,69 s im Vorlauf ausschied. Anschließend wurde er bei den U20-Weltmeisterschaften ebendort im Finale über 400 m Hürden disqualifiziert und schied über 110 m Hürden mit 14,49 s in der ersten Runde aus. Anschließend gewann er bei den U23-Südamerikameisterschaften in Bucaramanga in 51,31 s die Bronzemedaille über 400 m Hürden hinter dem Brasilianer Matheus Lima und Néider Abello aus Kolumbien und belegte mit der chilenischen 4-mal-400-Meter-Staffel in 3:12,98 min den vierten Platz. Im Jahr darauf belegte er bei den Südamerikameisterschaften in Mar del Plata in 51,62 s den fünften Platz über 400 m Hürden und gelangte im Staffelbewerb mit 3:13,04 min auf Rang vier.
2025 wurde Fuenzalida chilenischer Meister im 400-Meter-Hürdenlauf.

## Persönliche Bestleistungen
- 400 m Hürden: 50,24 s, 30. März 2025 in Santiago de Chile